# Nuestra Señora del Refugio (Orense)
Nuestra Señora del Refugio, también conocida como Nuestra Señora de Compostilla, es una obra anónima realizada en el último tercio del siglo xii. Está ubicada en la sala de exposiciones de San Francisco de Orense (Galicia, España).

## Historia
Los datos conservados sobre la imagen son muy escasos. Se conoce que recibió culto originalmente en el siglo xii en una ermita situada en Compostilla (Ponferrada, León) la cual fue saqueada y destruida durante la guerra de la Independencia, existiendo desde 1940 una iglesia de estilo neorrománico (la Iglesia de Santa María) en el solar donde se levantaba la ermita, en cuyo recuerdo se conserva un mural obra de Amador Diéguez Ayerbe en un pequeño edificio cercano, donde figuran la talla y una vista del pueblo junto con la siguiente leyenda:

A la memoria del poblado de Compostella y de la ermita de Nuestra Señora de Compostilla que en estos parajes se encontraban.

Compostilla era, de acuerdo con Enrique Flórez, un lugar de paso obligado para los peregrinos procedentes de toda Europa puesto que una vez en Ponferrada necesitaban atravesar los ríos Sil y Boeza; a finales del siglo xi, concretamente a partir de 1086, ya no se hizo obligado el transcurso por Compostilla debido a la construcción, por orden de Osmundo, obispo de Astorga, del puente de Ponferrada, también conocido como puente de la Puebla, puente mayor y puente Cubelos. Lo más probable es que la ermita que acogía la imagen fuese una de las que abundaban en aquella época en la comarca de El Bierzo y a lo largo del Camino de Santiago, ruta ya entonces plagada de peregrinos y también de peligros, por lo que este espacio habría fungido no solo como lugar de oración sino también como refugio, de ahí el título por el que es conocida la imagen. Por su parte, el nombre de Compostilla lo ostenta actualmente la localidad homónima y, hasta 2020, una central térmica, siendo muy pocos los que recuerdan la importancia que la zona tuvo siglos atrás.
Respecto a su llegada a Orense, la pieza ingresó en el Museo Arqueológico Provincial el 25 de mayo de 1897 por donación del escritor e historiador Marcelo Macías, cuyo origen leonés pudo haber motivado su interés por la imagen; es posible que en alguno de sus viajes entre su natal Astorga y Orense descubriese las ruinas de la ermita y decidiese hacer uso de sus influencias para trasladar la talla al museo (donde figura con el número de inventario 286) y evitar así su total pérdida, si bien cabe destacar que la imagen nunca llegó a permanecer entre los escombros del templo puesto que tras el derrumbe de una parte del mismo la talla fue conducida a una ermita situada en las cercanías, concretamente en la Cuesta de San Martino. De acuerdo con una investigación llevada a cabo por Ayerbe, a comienzos del siglo xx una mujer llamada María López Álvarez ostentaba la propiedad de una viña denominada «del Cementerio»; este terreno se hallaba conformado por otras dos viñas, una de ellas comprada a un hombre de nombre Gabela, oriundo de Columbrianos, y la otra a una familia de San Lorenzo, siendo esta última donde se encontraba la ermita, denominada «Ermita de Compostiella», de la que Silvestre Losada Carracedo cuenta que era un santuario en el que se celebraba una romería el 12 de abril y cuyo nombre constituía un derivado de Compostela, destino de los peregrinos que atravesaban la zona.

## Descripción

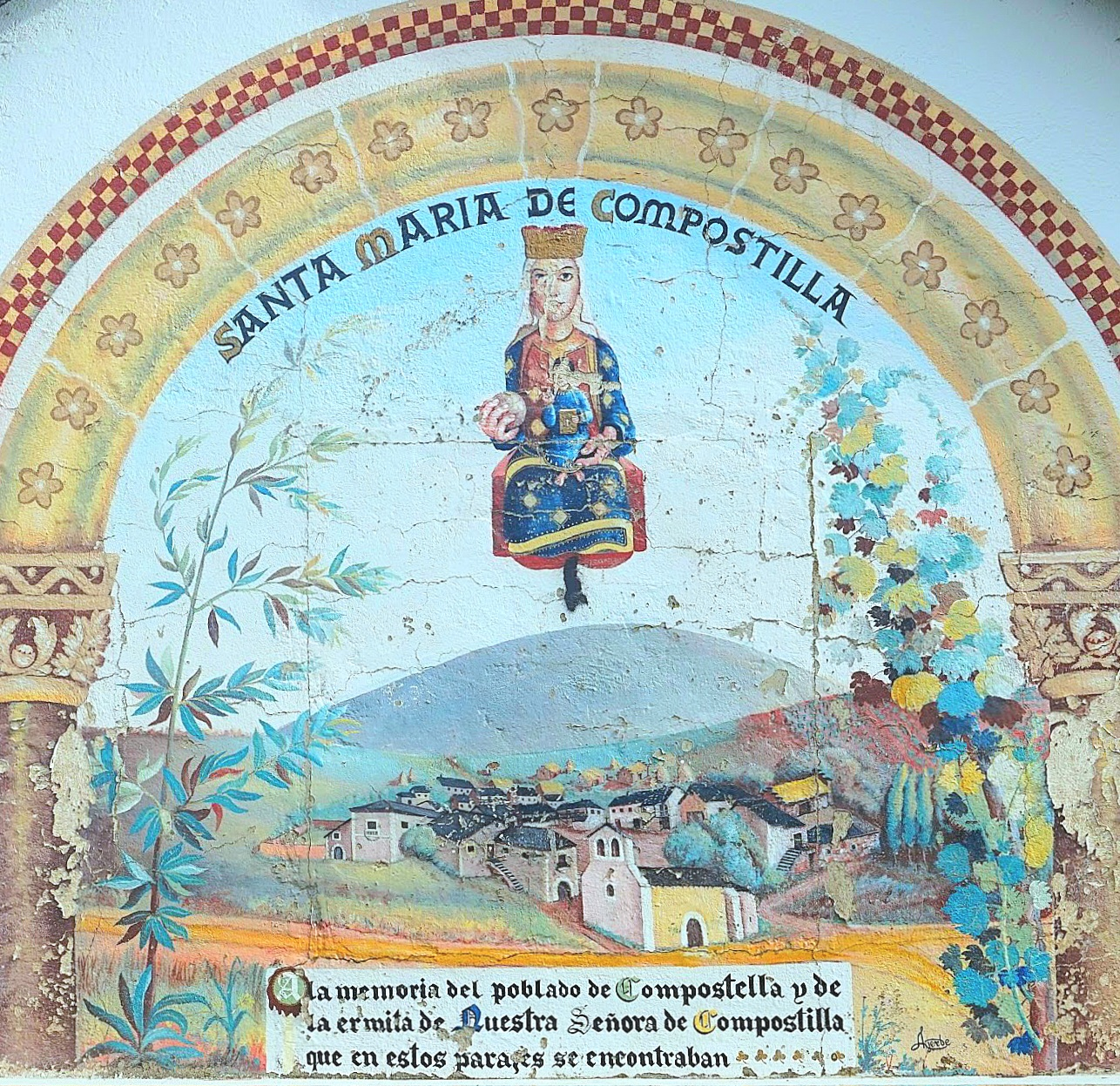
Mural en recuerdo del poblado y la ermita, por Amador Diéguez Ayerbe.

La temática de la Virgen con el Niño ha sido desde antiguo objeto de predilección en la escultura religiosa y el concepto más representado en el arte hispano de los siglos xii, xiii y xiv junto con los Calvarios. La iconografía románica más común era aquella en la que María era mostrada como «Sedes Sapientiae» o Trono de Sabiduría, concepto artístico que respondía a los modelos típicos del arte bizantino en los que la Virgen era representada como «Theotokos» o «Panaia Nikopaia», siempre vinculada de manera directa con la figura del Salvador, a quien sostiene en su regazo al tiempo que lo muestra a los fieles sin establecer ninguna clase de afectividad o cercanía maternal, resultando en consecuencia distante y fría. María es exhibida de esta forma como la mujer que hace posible el milagro de la Redención, figurando por ende con toda dignidad: sentada en un trono, en pose hierática, frontal y atemporal. Por lo general se hacía uso en las imágenes de este tipo de una composición fuertemente cerrada, con volúmenes geométricos de líneas rectas y una marcada aunque imperfecta simetría.
Todas estas características se encuentran presentes en la talla de Nuestra Señora del Refugio. El rostro de María, quien se halla sentada en un trono sin respaldo, es ovalado y muestra candor y dulzura, quedando enmarcado por un velo blanco dispuesto en zigzag y rematado con una corona real en señal de dignidad como reina a la vez que redentora. Los paños se componen de una túnica y un manto los cuales aún conservan la policromía original en tonos azul y rojo, embellecidos con motivos en forma de rombos y una rica cenefa dorada y negra que recuerda la forma de delimitar los contornos en las pinturas y miniaturas románicas. Si a nivel cromático se halla en buenas condiciones, a nivel estructural adolece de importantes pérdidas, como los brazos, con los cuales sostendría una imagen del Niño Jesús también ausente y del que únicamente queda su huella en el regazo de la Virgen. Respecto a la imagen del infante, este aparecería muy probablemente con facciones adultas, bendiciendo con una mano y portando con la otra un libro (el libro de los Siete Sellos) o un orbe como símbolo de poder y eternidad.: 639–640  Como es costumbre en este tipo de imágenes, la parte posterior no está trabajada ya que esta clase de figuras solían colocarse preferentemente en hornacinas o nichos sujetos a la pared, de modo que la parte posterior de la talla permanecía siempre oculta.
Respecto a la iconografía, el escultor dejó de lado la observación de la naturaleza puesto que evitó replicar las cosas visibles en pos de emplear fórmulas ya establecidas y en numerosas ocasiones dictadas por disposiciones de carácter eclesiástico que regían las pautas a seguir en la escultura religiosa. La función de Nuestra Señora del Refugio era eminentemente didáctica, motivo por el que en su hechura se prescindió de todo aquello que no fuese esencial y se optó por realzar los elementos que fuesen fáciles de comprender, detalle importante dado el elevado nivel de analfabetismo de la época. Metafóricamente podría constituir una representación del fin del mundo, plasmando la ausencia de descendencia y la no esperanza en la resurrección; de acuerdo con Carl Gustav Jung:

El que alguien se rinda a estas imágenes eternas es cosa normal. Para eso existen. Han sido creadas de la materia virgen de la revelación y reflejan la experiencia primera de la divinidad. Estas imágenes se hallan integradas, muchas veces merced a un trabajo secular del espíritu humano, en un sistema de pensamientos ordenadores del mundo y están representadas por una institución que es la Iglesia.

En lo tocante a su factura, esta clase de imágenes de escaso tamaño solían ser elaboradas por modestos talleres populares alejados de los grandes centros culturales en los que lo habitual era repetir un reducido número de tipos iconográficos, preferentemente los que gozasen de un mayor grado de aceptación y pervivencia en el tiempo, detalle que dificulta en gran medida el establecimiento de una relación tanto estilística como cronológica con la escultura de carácter monumental, cuya evolución fue mucho más veloz y fructífera. Las imágenes del estilo de Nuestra Señora del Refugio solían ser talladas en madera procedente de árboles autóctonos, conservándose hoy día imágenes elaboradas en castaño, pino, tilo y roble; la parte frontal de las tallas se recubría con una tela y una capa de estuco con el fin de obtener una superficie lisa que facilitase la aplicación de la policromía al temple. Al poseer pequeñas dimensiones (70 × 23 cm), la imagen de Nuestra Señora del Refugio resultaba muy fácil de trasladar en caso de necesidad para la celebración de ceremonias litúrgicas tales como procesiones, representaciones religiosas, etc., si bien no se trataba de una talla procesional sino destinada a un altar.: 640 
Las imágenes románicas facturadas por talleres modestos, como es el caso de Nuestra Señora del Refugio, pese a su sencillez frente a otras creadas en talleres de renombre, hacían gala en ocasiones de suntuosos acabados en los que destacaban la presencia de esmaltes o piedras semipreciosas así como la abertura en la parte posterior de pequeñas hornacinas destinadas a albergar reliquias, aunque este no es el caso de la imagen de Compostilla, si bien tanto unas como otras contribuyeron en gran medida a la expansión del cristianismo ya que en determinadas situaciones llegaban a suplir el papel de madres de las divinidades, aunque en Galicia son muy pocos los testimonios conservados, destacando Nuestra Señora de Belén, inicialmente custodiada en el Monasterio de San Lorenzo de Carboeiro y hoy en el Museo Diocesano y Catedralicio de Lugo, y la Virgen conservada en el Monasterio de Santa María de Ferreira (Pantón, Lugo).: 640 

## Legado
Nuestra Señora del Refugio se erige como una de las imágenes más valiosas de la geografía orensana por su antigüedad y su encuadramiento en el románico, siendo además una de las obras que ostenta el honor de formar parte de la muestra temporal exhibida en la sala de exposiciones de San Francisco, titulada Escolma de Escultura y celebrada desde mayo de 2006 con motivo del cierre del Museo Arqueológico Provincial en 2002 para su reforma, lo que convierte a esta pieza en uno de los pocos bienes de la entidad expuestos al público. Del mismo modo, Nuestra Señora del Refugio destaca por ser una de las tres imágenes marianas románicas existentes en la capital, siendo las otras dos la Virgen de Reza y la Virgen de Seixalbo, conservadas ambas en el Museo Catedralicio.